# Hylaeus amelanocephalus
Hylaeus amelanocephalus là một loài Hymenoptera trong họ Colletidae. Loài này được Rayment mô tả khoa học năm 1954.